# Balzanova nagrada
Mednarodna ustanova ali nadarbina Balzanove nagrade, navadno imenovana kar Balzanova nagrada, podeljuje štiri letne denarne nagrade posameznikom ali društvom (ljudem ali organizacijam), ki so udejanjili izjemne dosežke na področju človečnosti, naravoslovja in omike; pa tudi za prizadevanje za mir in bratstvo med ljudmi.

## Zgodovina
Sredstva, s katerimi razpolaga nadarbina, je ustanovil Italijan Eugenio Balzan (it) (1874–1953), delničar pri Corriere della Sera ki je svoje premoženje naložil v Švico in 1933 v znak nasprotovanja fašizmu zapustil Italijo. Svoji hčerki Angeli Lini Balzan (1892–1956), ki je takrat trpela za neozdravljivo boleznijo, je zapustil precejšnjo dediščino. Pred smrtjo je zapustil navodila in od takrat ima ustanova dva sedeža: nagrado upravlja iz Milana, sklad pa iz Züricha.
Prva nagrada v vrednosti milijon švicarskih frankov je bila leta 1962 izplačana Nobelovemu skladu. Po letu 1962 je sledil 16-letni premor; potem so 1978 ponovno začeli podeljevati nagrade, ki jo je prva prejela v višini pol milijona švicarskih frankov Mati Terezija. Podelitve nagrad se izmenično odvijajo v Bernu in na Akademiji dei Lincei v Rimu; nagrajenci so pogosto kasneje prejeli tudi Nobelovo nagrado.

## Postopek
O vseh nagradah odloča en sam Odbor za Balzanovo nagrado, ki ga sestavlja dvajset članov prestižnih evropskih znanstvenih društev.
Nadarbina vsako leto izbere področja, ki so upravičena do nagrad za naslednje leto, in določi višino nagrade. Nagrade običajno objavljajo maja, zmagovalce pa septembra naslednje leto.

## Nagrade in sredstva
Od leta 2001 se je denarna nagrada povečala na 1 milijon švicarskih frankov na nagrado, pod pogojem, da polovico denarja namenijo za načrte, v katere so vključeni mladi raziskovalci.
Od leta 2017 znaša znesek vsake od štirih Balzanovih nagrad po 750.000 švicarskih frankov (približno 760.000 €; 750.000 $; 660.000 £).

## Vrste
Od leta 1978 vsako leto podeljujejo štiri nagrade. Področja nagrad se vsako leto razlikujejo in so lahko povezana s določenim ali mnogovrstnim področjem. Nagrade presegajo tradicionalne predmete tako v humanistiki (književnost, moralne vede in umetnost) kot v znanosti (medicina ter fizikalne, matematične in naravoslovne vede), s poudarkom na inovativnih raziskavah.
Na različnih področjih nagrada velja za pomemben dobiček, na primer v sociologiji.
Ustanova vsake 3 do 7 let podeli tudi »Nagrado za človečnost, mir in bratstvo med ljudstvi«. Nazadnje je bila podeljena leta 2014 društvu Vivre en Famille.